# Lista över fornlämningar i Nyköpings kommun (Bergshammar)
Lista över fornlämningar i Nyköpings kommun (Bergshammar) är en förteckning av ett urval av de fornlämningar som finns i Bergshammar i Nyköpings kommun.
| Namn                             | Lämningstyp                      | Tillkomsttid | Historisk indelning       | Plats | Läge                 | ID-nr          | Bild                                      |
| -------------------------------- | -------------------------------- | ------------ | ------------------------- | ----- | -------------------- | -------------- | ----------------------------------------- |
| Bergshammar 2:1                  | Gravfält                         |              | Bergshammar, Södermanland |       | 58.742156, 16.885912 | 10030900020001 | Ladda upp en till bild av detta fornminne |
| Bergshammar 3:1                  | Gravfält                         |              | Bergshammar, Södermanland |       | 58.742216, 16.890944 | 10030900030001 | Ladda upp en bild av detta fornminne      |
| Bergshammar 3:2                  | Hög                              |              | Bergshammar, Södermanland |       | 58.742405, 16.889995 | 10030900030002 | Ladda upp en bild av detta fornminne      |
| Bergshammar 4:1                  | Hällristning                     |              | Bergshammar, Södermanland |       | 58.742269, 16.891907 | 10030900040001 | Ladda upp en bild av detta fornminne      |
| Bergshammar 5:1                  | Gravfält                         |              | Bergshammar, Södermanland |       | 58.742410, 16.892912 | 10030900050001 | Ladda upp en bild av detta fornminne      |
| Bergshammar 6:1                  | Hög                              |              | Bergshammar, Södermanland |       | 58.742175, 16.894925 | 10030900060001 | Ladda upp en bild av detta fornminne      |
| Bergshammar 7:1                  | Stensättning                     |              | Bergshammar, Södermanland |       | 58.749180, 16.890825 | 10030900070001 | Ladda upp en bild av detta fornminne      |
| Bergshammar 9:1                  | Gravfält                         |              | Bergshammar, Södermanland |       | 58.746197, 16.916575 | 10030900090001 | Ladda upp en bild av detta fornminne      |
| Bergshammar 10:1                 | Stensättning                     |              | Bergshammar, Södermanland |       | 58.747784, 16.922102 | 10030900100001 | Ladda upp en bild av detta fornminne      |
| Bergshammar 10:2                 | Stensättning                     |              | Bergshammar, Södermanland |       | 58.747675, 16.922219 | 10030900100002 | Ladda upp en bild av detta fornminne      |
| Bergshammar 10:3                 | Stensättning                     |              | Bergshammar, Södermanland |       | 58.747605, 16.922044 | 10030900100003 | Ladda upp en bild av detta fornminne      |
| Bergshammar 11:1                 | Hällristning                     |              | Bergshammar, Södermanland |       | 58.742585, 16.894319 | 10030900110001 | Ladda upp en bild av detta fornminne      |
| Bergshammar 14:1                 | Stensättning                     |              | Bergshammar, Södermanland |       | 58.747940, 16.919276 | 10030900140001 | Ladda upp en bild av detta fornminne      |
| Bergshammar 14:2                 | Stensättning                     |              | Bergshammar, Södermanland |       | 58.747928, 16.919586 | 10030900140002 | Ladda upp en bild av detta fornminne      |
| Bergshammar 15:1                 | Hög                              |              | Bergshammar, Södermanland |       | 58.745434, 16.921751 | 10030900150001 | Ladda upp en bild av detta fornminne      |
| Bergshammar 16:1                 | Stensättning                     |              | Bergshammar, Södermanland |       | 58.741182, 16.885769 | 10030900160001 | Ladda upp en bild av detta fornminne      |
| Bergshammar 17:1                 | Gravfält                         |              | Bergshammar, Södermanland |       | 58.739014, 16.885424 | 10030900170001 | Ladda upp en bild av detta fornminne      |
| Bergshammar 18:1                 | Gravfält                         |              | Bergshammar, Södermanland |       | 58.730347, 16.894563 | 10030900180001 | Ladda upp en bild av detta fornminne      |
| Bergshammar 19:1                 | Stensättning                     |              | Bergshammar, Södermanland |       | 58.738869, 16.914620 | 10030900190001 | Ladda upp en bild av detta fornminne      |
| Bergshammar 19:2                 | Stensättning                     |              | Bergshammar, Södermanland |       | 58.738707, 16.914631 | 10030900190002 | Ladda upp en bild av detta fornminne      |
| Bergshammar 22:1                 | Hällristning                     |              | Bergshammar, Södermanland |       | 58.742058, 16.889723 | 10030900220001 | Ladda upp en bild av detta fornminne      |
| Bergshammar 25:1                 | Stensättning                     |              | Bergshammar, Södermanland |       | 58.740956, 16.928001 | 10030900250001 | Ladda upp en bild av detta fornminne      |
| Bergshammar 26:1                 | Stensättning                     |              | Bergshammar, Södermanland |       | 58.702328, 16.959590 | 10030900260001 | Ladda upp en bild av detta fornminne      |
| Bergshammar 26:2                 | Stensättning                     |              | Bergshammar, Södermanland |       | 58.702066, 16.959301 | 10030900260002 | Ladda upp en bild av detta fornminne      |
| Bergshammar 26:3                 | Stensättning                     |              | Bergshammar, Södermanland |       | 58.702075, 16.958889 | 10030900260003 | Ladda upp en bild av detta fornminne      |
| Bergshammar 27:1                 | Stensättning                     |              | Bergshammar, Södermanland |       | 58.753037, 16.886490 | 10030900270001 | Ladda upp en bild av detta fornminne      |
| Bergshammar 28:1                 | Gravfält                         |              | Bergshammar, Södermanland |       | 58.754533, 16.902106 | 10030900280001 | Ladda upp en bild av detta fornminne      |
| Bergshammar 32:1                 | Stensättning                     |              | Bergshammar, Södermanland |       | 58.703544, 16.959362 | 10030900320001 | Ladda upp en bild av detta fornminne      |
| Bergshammar 33:1                 | Stensättning                     |              | Bergshammar, Södermanland |       | 58.680490, 16.939033 | 10030900330001 | Ladda upp en bild av detta fornminne      |
| Bergshammar 34:1                 | Stensättning                     |              | Bergshammar, Södermanland |       | 58.680860, 16.934595 | 10030900340001 | Ladda upp en bild av detta fornminne      |
| Bergshammar 39:1                 | Stensättning                     |              | Bergshammar, Södermanland |       | 58.693614, 16.967439 | 10030900390001 | Ladda upp en bild av detta fornminne      |
| Bergshammar 50:1                 | Stensättning                     |              | Bergshammar, Södermanland |       | 58.688626, 16.924092 | 10030900500001 | Ladda upp en bild av detta fornminne      |
| Bergshammar 52:1                 | Röse                             |              | Bergshammar, Södermanland |       | 58.703172, 16.956308 | 10030900520001 | Ladda upp en bild av detta fornminne      |
| Bergshammar 54:1                 | Hällristning                     |              | Bergshammar, Södermanland |       | 58.700480, 16.959204 | 10030900540001 | Ladda upp en bild av detta fornminne      |
| Bergshammar 54:2                 | Hällristning                     |              | Bergshammar, Södermanland |       | 58.700525, 16.959152 | 10030900540002 | Ladda upp en bild av detta fornminne      |
| Bergshammar 55:1                 | Hällristning                     |              | Bergshammar, Södermanland |       | 58.699977, 16.958372 | 10030900550001 | Ladda upp en bild av detta fornminne      |
| Bergshammar 59:1                 | Röse                             |              | Bergshammar, Södermanland |       | 58.694932, 16.950209 | 10030900590001 | Ladda upp en bild av detta fornminne      |
| Bergshammar 59:2                 | Stensättning                     |              | Bergshammar, Södermanland |       | 58.694832, 16.950360 | 10030900590002 | Ladda upp en bild av detta fornminne      |
| Bergshammar 62:1                 | Röse                             |              | Bergshammar, Södermanland |       | 58.683555, 16.937360 | 10030900620001 | Ladda upp en bild av detta fornminne      |
| Bergshammar 62:2                 | Stensättning                     |              | Bergshammar, Södermanland |       | 58.683566, 16.937084 | 10030900620002 | Ladda upp en bild av detta fornminne      |
| Bergshammar 62:3                 | Stensättning                     |              | Bergshammar, Södermanland |       | 58.683770, 16.937420 | 10030900620003 | Ladda upp en bild av detta fornminne      |
| Bergshammar 63:1                 | Stensättning                     |              | Bergshammar, Södermanland |       | 58.682695, 16.939570 | 10030900630001 | Ladda upp en bild av detta fornminne      |
| Bergshammar 64:1                 | Gravfält                         |              | Bergshammar, Södermanland |       | 58.683665, 16.938969 | 10030900640001 | Ladda upp en bild av detta fornminne      |
| Bergshammar 65:1                 | Stensättning                     |              | Bergshammar, Södermanland |       | 58.684949, 16.934723 | 10030900650001 | Ladda upp en bild av detta fornminne      |
| Bergshammar 68:1                 | Röse                             |              | Bergshammar, Södermanland |       | 58.683110, 16.930093 | 10030900680001 | Ladda upp en bild av detta fornminne      |
| Bergshammar 69:1                 | Röse                             |              | Bergshammar, Södermanland |       | 58.681864, 16.934894 | 10030900690001 | Ladda upp en bild av detta fornminne      |
| Bergshammar 70:1                 | Stensättning                     |              | Bergshammar, Södermanland |       | 58.688336, 16.924782 | 10030900700001 | Ladda upp en bild av detta fornminne      |
| Bergshammar 72:1                 | Hällristning                     |              | Bergshammar, Södermanland |       | 58.752999, 16.926718 | 10030900720001 | Ladda upp en bild av detta fornminne      |
| Väderbrunn (Bergshammar 75:1)    | Borg                             |              | Bergshammar, Södermanland |       | 58.759043, 16.917967 | 10030900750001 | Ladda upp en bild av detta fornminne      |
| Bergshammar 76:1                 | Hällristning                     |              | Bergshammar, Södermanland |       | 58.739521, 16.896049 | 10030900760001 | Ladda upp en bild av detta fornminne      |
| Bergshammar 80:1                 | Hällristning                     |              | Bergshammar, Södermanland |       | 58.704586, 16.961097 | 10030900800001 | Ladda upp en bild av detta fornminne      |
| Bergshammar 81:1                 | Hällristning                     |              | Bergshammar, Södermanland |       | 58.699861, 16.954966 | 10030900810001 | Ladda upp en bild av detta fornminne      |
| Bergshammar 82:1                 | Hällristning                     |              | Bergshammar, Södermanland |       | 58.699387, 16.954705 | 10030900820001 | Ladda upp en bild av detta fornminne      |
| Bergshammar 82:2                 | Hällristning                     |              | Bergshammar, Södermanland |       | 58.699317, 16.954529 | 10030900820002 | Ladda upp en bild av detta fornminne      |
| Bergshammar 98:1                 | Stensättning                     |              | Bergshammar, Södermanland |       | 58.748647, 16.926651 | 10030900980001 | Ladda upp en bild av detta fornminne      |
| Skräddarstugan (Bergshammar 118) | Lägenhetsbebyggelse              |              | Bergshammar, Södermanland |       | 58.717390, 16.890329 | 12000000064441 | Ladda upp en bild av detta fornminne      |
| Svalastorp (Bergshammar 119)     | Lägenhetsbebyggelse              |              | Bergshammar, Södermanland |       | 58.723666, 16.900215 | 12000000064442 | Ladda upp en bild av detta fornminne      |
| Haglund (Bergshammar 146)        | Lägenhetsbebyggelse              |              | Bergshammar, Södermanland |       | 58.686817, 16.942866 | 12000000064490 | Ladda upp en bild av detta fornminne      |
| Bergshammar 155                  | Husgrund, förhistorisk/medeltida |              | Bergshammar, Södermanland |       | 58.694916, 16.952343 | 12000000127844 | Ladda upp en bild av detta fornminne      |